# ストーリー・オブ・マイライフ/わたしの若草物語
『ストーリー・オブ・マイライフ/わたしの若草物語』（ストーリーオブマイライフ わたしのわかくさものがたり、Little Women）は、2019年に公開されたアメリカ合衆国の青春ドラマ映画である。
脚本・監督はグレタ・ガーウィグ、主演はシアーシャ・ローナンが務めた。本作はルイーザ・メイ・オルコットが1868年に発表した小説『若草物語』を原作としている7番目の映画化。

## 概略
1860年代のマサチューセッツ州に暮らすマーチ姉妹の暮らしぶりを描き出していく。本作は姉妹が実家を離れた後（『若草物語』の第二部）に焦点を当てており、次女であるジョーが、過去を振り返る形で進み、時系列が入り乱れる構成となっている。

### 原作との相違
本作には、ジョーが理不尽な要求を突き付けてきた編集者に反論するシーンがあるが、このシーンは原作小説には存在しない。これはガーウィグ監督がルイーザ・メイ・オルコットの進取の精神を表現するために付け加えたシーンである。このシーンについて監督は「オルコットはジョーが作家になる夢を諦めて、夫や子供たちを支えることに専念するという結末を描きたくなかったはずです。しかし、オルコットは商業的な成功を望んでいたため、世間受けする結末を書かなければならなかった。もし、この映画でオルコットが本当に描きたかった結末を描き出せたなら、私たちは何かを成し遂げたと言えるのではないでしょうか。」という趣旨のことを述べている。
本作では原作の自伝的性格が強調され、終盤でストーリーが枝分かれし、オルコットの人生の要素を含むものになっており、注目を集めた

### あらすじ
1869年、ニューヨークに住む教師ジョー・マーチは編集者ミスター・ダッシュウッドのもとに短編小説を持ち込み採用される。末の妹エイミーはマーチ伯母さんとパリに住み、子供時代の友人かつ隣人ローリーとパーティに誘う。
マサチューセッツ州コンコードでは、姉メグは貧しいながらも双子を育て、三女エリザベス（ベス）は隣の富豪ローレンス邸に通い、彼の娘の遺品であるグランドピアノを弾いてます。
7年前、姉メグと一緒に行ったパーティでジョーはローリーと知り合い、家に送ってもらった時にローリーはエイミーと出逢う。
今のN.Y.でジョーは芝居を見て、ダンスを踊り、フレデリックから小説の参考にと本を貰う。パリでは、エイミーはパーティーでローリーの酒癖を非難するが、彼が荒れる原因となったジョーへの失恋に話が及ぶと、エイミーは裕福な実業家フレッド・ヴォーンの財産を狙って過ごしているだけだと揶揄される。N.Y.のジョーは、彼女に好意を持つ教授フリードリヒ・ベアから作品への建設的な批判を受け、傷つき、絶交することになる。手紙で妹ベスの病気が悪化したことを知り、ジョーは列車に乗ります。
過去のあるクリスマスの朝、母は近所に住む貧しいフンメル夫人と空腹の子供たちに自分たちの朝食を贈ろうと姉妹を説得する。帰宅した彼女たちは、隣に住むローリーの祖父ミスター・ローレンスから贈られた食べ物でいっぱいのテーブルを見つける。母はその後、南北戦争に従軍している父からの手紙を朗読する。四姉妹は芝居をして楽しみ、ジョーはマーチ伯母さんに読書をしてあげたりしながら、女性は結婚するように言われていた。ある日エイミーが学校の授業中に教師の絵を書いて、手を鞭で打たれ、ローリーが家に招きます。初めてミスター・ローレンスの邸宅に入った４姉妹と母は、以降ローレンス家とローリーの家庭教師のジョン・ブルックと仲良くなります。
メグ、ジョー、ローリー、ローリーの家庭教師でのちにメグの夫となるジョンが劇場に出かけると、妬んだエイミーがジョーの原稿を燃やしてしまう。翌朝、腹を立てているジョーと仲直りしたいエイミーは、湖でスケートをするジョーとローリーを追う。氷が割れエイミーが湖に落ち、彼らはエイミーを救う。ミスター・ローレンスはベスの静かな物腰に目を止め、亡くなった娘のピアノを弾くよう家に招く。メク゛は舞踏会で身分不相応な立派なドレスで、ローリーと踊る。
現在、メグは分不相応な高価な生地を買った後、ジョンと話し合い、貧しさを悲しむ。ローリーはエイミーを訪ね、パーテイーでの態度を詫び、迎えに来たフレッドと去るエイミーを見送って過去を思い出します。
過去に海辺で四姉妹に、フレッドとジョンを紹介、一緒に余暇を楽しみます。
現在、海岸で療養するベスはジョーに小説を書いてほしいと言いますが、ジョーはその気になれません。母のように人の為に書けばとベスは言います。
母は南北戦争で息子を取られた老人に支給する毛布に自分の襟巻を入れてあげるような女性でした。父が負傷したと連絡が入り、ジョーは髪を切って、お金を工面します。
現在、パリでローリーは、エイミーに、フレッドではなく彼と結婚するよう促すが、ローリーを愛しているにもかかわらず、エイミーはいつもジョーの2番目　にされることに耐えられないと断る。
過去で、ジョンからの父を看病する母のことを嬉しそうに読み上げるメグ。ミスター・ローレンスはピアノをベスに贈り、彼女がフンメル家で猩紅熱にかかったことに気づく。ジョーが看病する。
現在、パリでエイミーはマーチ伯母さんから、良い結婚をして家族を養うようアドバイスされるが、フレッドのプロポーズを断ったことを告げて残念がらせる。
現在、ジョンはメグを喜ばせるため、生地をドレスにするよう促す。メグは生地を売ったことを打ち明け、彼の妻で幸福なのだとジョンを安心させる。
過去、クリスマスの時期にベスは猩紅熱から回復し、父も帰宅する。
現在、病状が悪化した後、ベスが亡くなる。
過去、メグの結婚式の日、ジョーはメグに逃げようと説得を試みるが、メグはジョンとの結婚がとても嬉しいのだと話す。マーチ伯母さんはヨーロッパ旅行を発表するが、ジョーでなくエイミーを連れていく。結婚式の後、ローリーはジョーにプロポーズするが、ジョーは自分が結婚することは考えられないと断る。
現在、母はジョーに、エイミーと病気のマーチ伯母さんがローリーに付き添われヨーロッパから帰ってくると知らせる。孤独を感じるジョーはプロポーズを断ったことは早計だったのではと考え、ローリーに手紙を書く。出発の支度をするエイミーは、フレッドのプロポーズを断ったことをローリーに告げる。彼らはキスし、のちに帰国の旅の途中で結婚する。ローリーとただの友人でいることに合意した後、ジョーは彼に宛てた手紙を処分する。ジョーは彼女と姉妹の生活をもとにした小説を書き始め、第1章をミスター・ダッシュウッドに送るが、彼は関心を示さない。ベアはカリフォルニアへ向かう途中でマーチ家に立ち寄り、ジョーを驚かせる。
ニューヨークで、娘たちから話の続きを知りたいとせがまれたミスター・ダッシュウッドはジョーの小説の出版に同意するが、主人公が未婚のままの結末は受け付けない。ジョーは譲歩し、彼女自身である主人公がカリフォルニアに出発するベアを止める結末にする。彼女は著作権と印税をめぐりミスター・ダッシュウッドと交渉し、成功する。マーチ伯母さんが亡くなった後、ジョーは彼女の家を相続し、メグ、エイミー、ベアが教師をする学校を開く。ジョーは彼女の小説が印刷される様子を見ている。タイトルは『若草物語』(Little Women)である。

## キャスト
※括弧内は日本語吹替声優。
- 次女ジョー・マーチ: シアーシャ・ローナン（朝夏まなと[13]）
- 長女メグ・マーチ: エマ・ワトソン（清水理沙）
- 四女エイミー・マーチ: フローレンス・ピュー（大平あひる）
- 三女エリザベス・マーチ（ベス）: エリザ・スカンレン（田中有紀）
- 母ミセス・マーチ: ローラ・ダーン（日野由利加）
- セオドア・ローレンス（ローリー）: ティモシー・シャラメ（入野自由）
- マーチ伯母さん: メリル・ストリープ（高島雅羅）
- ミスター・ダッシュウッド: トレイシー・レッツ（内田紳一郎）
- 父ミスター・マーチ: ボブ・オデンカーク（安原義人）
- ジョン・ブルック: ジェームズ・ノートン（藤高智大）
- フリードリヒ・ベア: ルイ・ガレル（渡部俊樹）
- ミスター・ローレンス: クリス・クーパー（石原辰己）
- ハンナ: ジェイン・ハウディシェル（今井詩子）
- フレッド・ヴォーン: ダッシュ・バーバー（山田寛人）
- サリー・ガーディナー・モファット: ハドリー・ロビンソン（熊谷海麗）
- アニー・モファット: アビー・クイン（英語版）（鈴木咲）
- カーク夫人: メアリーアン・プランケット（英語版）（塙英子）
- フンメル夫人: サシャ・フロロワ（金子沙希）
- デイヴィス先生: ビル・ムートス（橋本信明）

## 製作
2015年3月18日、エイミー・パスカルが『若草物語』の映画化に着手しており、サラ・ポーリーを監督に起用する意向だと報じられた。2016年8月、グレタ・ガーウィグがポーリーの脚本をリライトすることになったとの報道があった。2018年6月、ガーウィグが監督も務めることになり、メリル・ストリープ、シアーシャ・ローナン、ティモシー・シャラメ、エマ・ストーン、フローレンス・ピューが起用されると報じられた。7月、エリザベス・スカンレンの出演が決まった。8月2日、ジェームズ・ノートンの出演が決まったと報じられた。14日、ローラ・ダーンが本作の出演交渉に臨んでいるとの報道があった。24日、スケジュールの都合でストーンが降板することになり、その代役としてエマ・ワトソンが起用されると報じられた。9月、ルイ・ガレル、ボブ・オデンカーク、クリス・クーパーがキャスト入りした。10月2日、ニュー・リージェンシー・ピクチャーズが本作に出資すると発表した。3日、アビー・クインがキャスト入りしたとの報道があった。
本作の主要撮影は2018年10月5日にマサチューセッツ州ボストンで始まり、同年11月中旬に終了した。撮影は同州内のハーバードでも行われた。
2019年4月8日、アレクサンドル・デスプラが本作で使用される楽曲を手掛けることになったと報じられた。

## 音楽
フランスの作曲家アレクサンドル・デスプラが音楽を担当した。サウンドトラックは2019年12月13日にリリースされた。

## 公開・マーケティング
2019年6月19日、本作の劇中写真が初めて公開された。8月13日、本作のオフィシャル・トレイラーが公開された。12月7日、本作はニューヨークでプレミア上映された。
日本では2020年3月27日に公開する予定だったが新型コロナウイルスの影響により延期。その後変更を経て、6月12日の公開となった。当初は全国128館で上映する予定だったが、同年春に公開を予定していた映画が相次いで延期される中での新作公開だったため、映画館から歓迎されたことや配給側も長期休業明けの映画館を応援したいという意向もあり、倍以上の340館で本作が上映されることになった。

## 興行収入
本作は『スパイ in デンジャー』と同じ週に封切られ、公開初週末に1720万ドル前後を稼ぎ出すと予想されていたが、この予想は的中した。2019年12月25日、本作は全米3308館で公開され、公開初週末に1675万ドルを稼ぎ出し、週末興行収入ランキング初登場4位となった。

## 評価
本作は批評家から絶賛されている。映画批評集積サイトのRotten Tomatoesには282件のレビューがあり、批評家支持率は95%、平均点は10点満点で8.62点となっている。サイト側による批評家の見解の要約は「キャスト陣の演技は輝いており、古典的名作を絶妙なさじ加減でスマートに語り直している。グレタ・ガーウィグ監督の『ストーリー・オブ・マイライフ/わたしの若草物語』によって、物語の中には歴史を超越した作品があることが証明された」となっている。また、Metacriticには56件のレビューがあり、加重平均値は91/100となっている。なお、本作のCinemaScoreはA-となっている。

## 受賞
第92回アカデミー賞では作品賞、主演女優賞（シアーシャ・ローナン）、助演女優賞（フローレンス・ピュー）、脚色賞、作曲賞、衣装デザイン賞の6部門にノミネートされ、衣装デザイン賞を受賞した。

## 関連書籍
- 『グレタ・ガーウィグの世界 ストーリー・オブ・マイライフ/わたしの若草物語』訳：富永晶子、DU BOOKS、2020年2月、 ISBN 978-4-86647-115-0。

## 映画化
- 1917年 - 『若草物語 (1917年の映画)（英語版）』、アレクサンダー・バトラー監督。イギリスのモノクロ映画。
- 1918年 - 『若草物語 (1918年の映画)（英語版）』、ハーリー・ノールズ（Harley Knoles）監督。アメリカのモノクロ映画。
- 1933年 - 『若草物語 (1933年の映画)』、ジョージ・キューカー監督、キャサリン・ヘプバーン出演。
- 1949年 - 『若草物語 (1949年の映画)』、マーヴィン・ルロイ監督。
- 1994年 - 『若草物語 (1994年の映画)』、ジリアン・アームストロング監督。
- 2018年 - 『若草物語 (2018年の映画)』、クレア・ニーダープルーム監督。